# Pinus rigida
Il pino rigido, o anche pispaino o pispagno (dall'inglese pitch-pine), è un albero di dimensioni medio-piccole (6–15 m, eccezionalmente fino a 30 m) originario degli Stati Uniti orientali.
Il nome inglese deriva dal fatto che veniva usato in passato per ricavarne la pece (pitch in inglese).

## Descrizione
È un albero dalla chioma ampia e a volte appiattita, con rami piuttosto contorti. Spesso si dipartono da quello principale diversi tronchi multipli.
Le foglie sono aghiformi e robuste, disposte in gruppi di tre, con lunghezza di 6–13 cm.
Le pigne sono ovali e lunghe 4–7 cm, con protuberanze sulle scaglie.
La corteccia è molto spessa e resiste ad incendi non troppo intensi. Una caratteristica inusuale di questa specie è di poter sviluppare nuovi rami direttamente dalla parte inferiore del tronco, ciò che permette loro di riprendersi velocemente dopo che un incendio ne ha distrutto la chioma.

## Distribuzione ehabitat
È diffuso negli Stati Uniti orientali dal Maine all'Ohio a nord fino al Kentucky e alla parte settentrionale della  Georgia a sud. Più raramente si trova anche nella parte meridionale del Québec e dell'Ontario. È stato trapiantato principalmente a scopo ornamentale in diversi paesi europei.
Si adatta bene ad una varietà di habitat, da suoli secchi e sabbiosi in altura a terreni paludosi.

## Usi
A causa della forma irregolare e delle ridotte dimensioni non è tra gli alberi più diffusi per la produzione di legname. Tuttavia il legno è molto resistente ed è stato usato spesso per la costruzione di navi, travi e puntelli per miniere e traversine ferroviarie. In passato era largamente usato per la produzione di pece. È tuttora richiesto per impieghi all'aperto, per la notevole resistenza agli agenti atmosferici dovuta all'alto contenuto di resina.
Il legno del pispagno viene usato anche dalle industrie chimiche per la produzione di trementina.
È uno degli alberi più popolari per la miniaturizzazione in bonsai.